# Туники
Туники (укр. Туники) — село, входит в Богуславский район Киевской области Украины.
Население по переписи 2001 года составляло 196 человек. Почтовый индекс — 09720. Телефонный код — 4561. Код КОАТУУ — 3220688003.

## Местный совет
09720, Киевская обл., Богуславский р-н, с. Шупики